# Col·legi de l'Advocacia de Biscaia
L'Il·lustre Col·legi de l'Advocacia de Biscaia (oficialment Ilustre Colegio de la Abogacía de Bizkaia - Bizkaiko Abokatuen Elkargo Ohoretsua), fins al 2018, Ilustre Colegio de Abogados del Señorío de Vizcaya - Bizkaia Jaurerriko Abokatuen Bazkun Ohoretsua, és una corporació professional d'advocats de dret públic a la qual han de pertànyer els que posseeixin el Títol Professional d'Advocats per a poder exercir l'advocacia.
El Col·legi es va fundar l'11 de juliol de 1838 en el Saló Consistorial de l'Ajuntament de Bilbao per convocatòria de José Javier de Goytia que va ser el primer Degà per ser l'Advocat més antic de la Vila.
El Col·legi és l'òrgan de Govern de tots els advocats col·legiats en la circumscripció d'exercici d'aquest Col·legi (Biscaia) i té la seu en la Vila de Bilbao al carrer Rampes de Uribitarte. L'actual degà del Col·legi és Carlos Fuentenebro Zabala.
Fins a l'any 2018 el nom oficial del Col·legi era Il·lustre Col·legi d'Advocats del Senyoriu de Biscaia - Bizkaia Jaurerriko Abokatuen Bazkun Ohoretsua, però l'any 2018 amb l'aprovació dels nous estatuts es va modificar el nom del Col·legi, així com el símbol, logo i normativa interna.